# Dienerella lurida
Dienerella lurida là một loài bọ cánh cứng trong họ Latridiidae. Loài này được Rücker miêu tả khoa học năm 1983.